# レッドリバー郡 (ルイジアナ州)
レッドリバー郡（レッドリバーぐん、英: Red River Parish）は、アメリカ合衆国ルイジアナ州の北部に位置する郡である。2010年国勢調査での人口は9,091人であり、2000年の9,622人から5.5％減少した。郡庁所在地はクーシャッタ市（人口1,964人）であり、同郡で人口最大の町でもある。レコンストラクション時代の1871年に、ルイジアナ州議会が創設した新郡の1つである。南北戦争以前は奴隷労働力への依存度の高い綿花栽培に基づくプランテーション経済だった。
1880年時点で郡内黒人人口は白人の2倍だった。1870年代後半、白人が武力で投票所を威嚇し、州内の政治力を回復した後では、1898年の新憲法で黒人の選挙権を事実上取り上げた。元奴隷の大半は小作農や労働者として綿花栽培に携わった。農業の機械化により、黒人労働者の多くが地域を離れた。2000年の郡人口は9,622人となり、白人多数の構造になった。

## 歴史
レッドリバー郡およびレッド川流域は、他の田園地域にある多くの郡部と同様に、南北戦争後は敗北した南部で暴徒が力を取り戻そうとしたので、白人自警団や民兵組織の暴力に曝された。レコンストラクション時代の州議会は、共和党の力をつけるために1871年に多くの郡を創設したが。レッドリバー郡もその1つだった。
マーシャル・H・トウィッチェルは北軍の退役兵であり、バーモント州から郡内に移ってきて、地元の女性と結婚した。妻の一族の助けもあって、トウィッチェルは綿花プランテーションの経営に成功し、土地の指導者になった。1870年には共和党員として州議会議員に選出され、地元の4つの役職も自身の兄弟1人と地元出身の3人の義兄弟で埋めた。解放奴隷に地元役職の幾つかを当て、教育を促進することで、黒人からの支持を集めた。歴史家ジミー・G・ショールマイアが著した論文『特別のカーペットバッガー：マーシャル・ハーベイ・トウィッチェル（1840年-1905年）』（非出版物）では、当時のレッドリバー郡における社会的不安定のなかでのトウィッチェルの生涯を研究している。
1870年代、州内には2,000名の連邦軍が駐屯していたが、頻繁に暴力沙汰が起こった。19世紀後半に農業不況が拡大し経済基盤が脆弱だったので、社会的不安を拡大し、解放奴隷も白人も生き残るために新しい労働体系を模索することになった。
論争の多かった1872年知事選挙で州内の政治的緊張が増し、数か月間も問題が解決しないままになった。民主党も共和党もそれぞれの地方役人名簿を認証した。白人民兵隊組織から生まれた白人同盟は、1874年5月に近くのグラント郡で初めて結成された。この組織はレッドリバー郡のような田園部では次第に組織力の強いものに成長していった。間もなく白人同盟の支部が州中に設立された。白人同盟は役人に対して公然と暴力を使い、町から追い出したり殺した場合もあり、黒人と白人の共和党員には選挙に来られないよう圧力を掛けた。
1874年8月、白人同盟はクーシャッタで6人の白人共和党員役人を辞職させ、州内から立ち去るよう命じた。同盟員は彼等が州内から立ち去る前に暗殺した。殺された者達の中の4人は、マーシャル・トウィッチェル上院議員の兄弟と3人の義兄弟だった。白人同盟はまた、トウィッチェルの親戚に関わり、暴力行為を目撃していた解放奴隷の5人ないし20人をも殺害した。
歴史家達はこの事件のことをクーシャッタ虐殺と呼ぶようになった。この殺人が起きて、共和党知事のウィリアム・ピット・ケロッグは、州内の治安を良くするためにユリシーズ・グラント大統領に連邦軍の増援を要請した。通常の南部人は、ホワイトハウスのグラント大統領に宛てて、当時の恐ろしい暴力状態とその恐怖を伝える手紙を送っていた。
共和党の黒人と白人に対する不正選挙や暴力行為が増加するにつれて、人々は投票所に足を運ばなくなり、白人民主党が1876年には州議会での勢力を取り戻した。1880年時点の郡人口は8,573人であり、そのうち2,506人が白人、6,007人と2倍以上が黒人だった。1898年、州議会は新憲法で選挙登録に多くの障害を設け、大半の黒人と貧乏白人から選挙権を取り上げた。

### 20世紀
アフリカ系アメリカ人は、人種差別、資金手当てされない教育、および選挙権剥奪という抑圧状態から逃れ、より良い生活の機会を求めるために、「大移動」の時代にレッドリバー郡など田園郡部を離れて北や西に向かった。1940年から1970年に離れていった者が多く、郡人口は急減した。1930年代には農業の機械化で労働力需要が減退し、その他の地域農業の問題もあって離農が加速された。当時多くのアフリカ系アメリカ人は第二次世界大戦で防衛産業が拡大し、労働力を求めていたカリフォルニア州に移動し、その関連の職に就いた。
1980年代になると「ニューサウス」と呼ばれる州の都市圏で就職機会が増えたので、アフリカ系アメリカ人は南部の中で移住するという新しい流出が起こった。
レッドリバー郡は、民主党が勢力を取り戻した1876年以降、民主党の強い地盤になっていた。他の南部州と同様に、近年大統領選挙では政治的再配置が進み、2004年の大統領選挙など共和党現職のジョージ・W・ブッシュに白人保守派の票が集中した。しかし、州や地方のレベルでは今でも民主党への支持が続いている。
2007年10月20日に行われた包括的予備選挙で、共和党州知事候補でアメリカ合衆国下院議員のボビー・ジンダルに多数票を与えなかった郡が州内に3つのみあったが、レッドリバー郡がその1つだった 。
レッドリバー郡は民主党の地盤だが州議会上院には共和党のジェラルド・ロングを送り出している。ロングは、民主党員としては選挙で当選しなかったことで、ロング家唯一の者である。ジェラルド・ロングは2007年の無党派包括予備選挙で、民主党候補者のトマス・テイラー・タウンゼンドを破った。どちらもナケテシュの出身だった。

## 地理
アメリカ合衆国国勢調査局に拠れば、郡域全面積は402平方マイル (1,041 km2)であり、このうち陸地389平方マイル (1,008 km2)、水域は13平方マイル (33 km2)で水域率は3.18％である。
ビスティノー湖から南にロギー・バイユーが流れ出し、ビエンビル郡を通ってレッドリバー郡に入り、レッド川に合流している。

### 主要高規格道路
- アメリカ国道71号線
- アメリカ国道84号線
- アメリカ国道371号線
- ルイジアナ州道1号線

### 隣接する郡
- カドー郡 - 北西
- ボージャー郡 - 北
- ビエンビル郡 - 北東
- ナケテシュ郡 - 南東
- デソト郡 - 西

### 国立保護地域
- レッド川国立野生生物保護区（部分）

## 人口動態

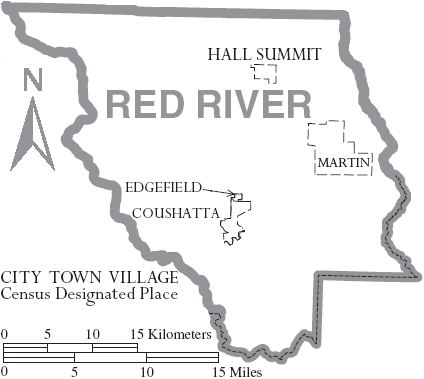
レッドリバー郡図

以下は2000年の国勢調査による人口統計データである。
| 基礎データ - 人口: 9,622人 - 世帯数: 3,414 世帯 - 家族数: 2,526 家族 - 人口密度: 10人/km2（25人/mi2） - 住居数: 3,988軒 - 住居密度: 4軒/km2（10軒/mi2） 人種別人口構成 - 白人: 57.87 - アフリカン・アメリカン: 40.91% - ネイティブ・アメリカン: 0.28% - アジア人: 0.09% - 太平洋諸島系: 0.02% - その他の人種: 0.22% - 混血: 0.61% - ヒスパニック・ラテン系: 1.01% 年齢別人口構成 - 18歳未満: 30.1% - 18-24歳: 9.3% - 25-44歳: 24.8% - 45-64歳: 21.5% - 65歳以上: 14.4% - 年齢の中央値: 35歳 - 性比（女性100人あたり男性の人口） - 総人口: 90.8 - 18歳以上: 85.4 | 世帯と家族（対世帯数） - 18歳未満の子供がいる: 35.7% - 結婚・同居している夫婦: 51.5% - 未婚・離婚・死別女性が世帯主: 18.6% - 非家族世帯: 26.0% - 単身世帯: 23.1% - 65歳以上の老人1人暮らし: 11.5% - 平均構成人数 - 世帯: 2.74人 - 家族: 3.23人 収入と家計 - 収入の中央値 - 世帯: 23,153米ドル - 家族: 27,870米ドル - 性別 - 男性: 27,132米ドル - 女性: 17,760米ドル - 人口1人あたり収入: 12,119米ドル - 貧困線以下 - 対人口: 29.9% - 対家族数: 26.0% - 18歳未満: 40.1% - 65歳以上: 18.9% |

## 都市と町
| - クーシャッタ - 郡庁所在地 - クリックトン、廃村 - エッジフィールド - グランドバイユー、未編入の町 | - ホールサミット - レイクエンド、未編入の町 - マーティン |

## 教育
レッドリバー郡教育学区が地元の公立学校を運営している。